# John Worgan
Johann Worgan (Londres, Regne Unit, 1724 – 1790) fou un organista i compositor anglès.
La seva habilitat com a organista era comparada en el seu temps amb la de Händel. Quan actuava en els temples de Londres acudien a escoltar-lo milers de persones, figurant, en general, en els auditoris organistes de tota Anglaterra i part d'Europa, desitjosos d'admirar les seves improvisacions i el seu joc, qualificat de prodigiós.
Les seves principals composicions inclouen els oratoris The Chief of Maon, Hannah i Manasseh, d'estil marcadament haendelià.
També va escriure molta música per a orgue, cançons, glees, antífones i un tractat de composició.